# Carlos Uslar Venegas
Carlos Alfredo Uslar Venegas es un abogado y político chileno, militante del Partido Liberal (PL) y actual SEREMI de Justicia y Derechos Humanos en la Región del Biobío.
Uslar asumió como SEREMI (interino) de Seguridad Pública en la Región del Biobío en abril de 2025, en el contexto de la creación del nuevo Ministerio de Seguridad Pública. Ejerció el cargo hasta el 30 de mayo del mismo año, cuando fue nombrada como titular María José Gómez Castillo.
Egresado de la Universidad Católica de la Santísima Concepción, posteriormente desempeñandose en el ámbito jurídico y en diversos organismos públicos.

### Trayectoria profesional
Ha ejercido como abogado en la Delegación Presidencial Regional de Ñuble y como Jefe de Gabinete en la Delegación Presidencial Provincial de Itata. Asimismo, trabajando en el Juzgado de Familia de Chillán y en otros juzgados de garantía.